# Orekthophora cornuta
Orekthophora cornuta är en insektsart som beskrevs av William D. Funkhouser. Orekthophora cornuta ingår i släktet Orekthophora och familjen hornstritar. Inga underarter finns listade i Catalogue of Life.